# Conquista della Britannia
La conquista romana della Britannia iniziò sistematicamente nel 43 d.C., per volere dell'imperatore Claudio. Tuttavia, l'attività militare romana era iniziata nelle isole britanniche già nel secolo precedente, quando nel 55 e nel 54 a.C. l'esercito di Gaio Giulio Cesare mosse dalla Gallia, dov'era impegnato nella sottomissione di quelle regioni, alla volta della Britannia. Di fatto, queste operazioni militari non portarono a nessuna conquista territoriale, creando però una serie di clientele che portò la parte meridionale dell'isola nella sfera d'influenza economica e culturale di Roma. Da qui scaturirono quei rapporti commerciali e diplomatici che aprirono la strada alla conquista romana della Britannia.

## Contesto storico
Dopo le spedizioni cesariane, fu Ottaviano Augusto a pianificare delle invasioni nel 34, nel 27 e nel 25 a.C. Ma tutte e tre abortirono per diverse ragioni. Secondo le Res gestae divi Augusti due sovrani re britannici, Dubnovellauno e Tincomaro, fuggirono a Roma per chiedere aiuto durante il regno di Augusto. Nel corso degli anni quaranta del I secolo la situazione politica della Britannia andò modificandosi, con i Catuvellauni che rimpiazzarono i Trinovanti come regno più potente nella Britannia sudorientale, occupandone la capitale Camulodunum. Ma ben presto furono messi sotto pressione dalla vicina tribù degli Atrebati, governati dai discendenti di Commio.

### Preludio alla conquista
Anche l'imperatore Caligola pianificò nel 40 una campagna militare, che non ebbe però alcun esito, anche se ebbe il risultato di aprire la strada all'invasione voluta tre anni dopo da Claudio con il pretesto di reintegrare Verica, che gli aveva chiesto aiuto, sul trono degli Atrebati.

### Forze in campo
Al senatore Aulo Plauzio fu dato il comando supremo su circa 20 000 ausiliari e quattro legioni:
1. legione II Augusta, affidata alla guida del futuro imperatore Vespasiano;[1][8]
2. legione IX Hispana, affidata forse a Gneo Osidio Geta;
3. legione XIV Gemina, affidata al fratello di Vespasiano, Tito Flavio Sabino;
4. legione XX Valeria Victrix, affidata forse a Gneo Senzio Saturnino.

## Fasi della conquista

### Anni: 43-46
Il grosso delle truppe romane sarebbe salpato da Gesoriacum (Boulogne-sur-Mer) e sbarcato a Rutupiae (Richborough). Secondo Svetonio il resto delle truppe, sotto la guida dell'imperatore Claudio, salpò da Boulogne. Alcuni storici pensano che l'esercito romano sia salpato da Boulogne per approdare nei pressi di Noviomago (Chichester) o di Southampton, nell'ex regno di Verica. Per altri, invece, sarebbe salpato dalla foce del Reno e avrebbe navigato fino a Richborough.
La resistenza britannica fu guidata da Togodumno e Carataco, figli del re catuvellauno Cunobelino. Una consistente armata britannica diede battaglia alle legioni romane vicino a Rochester, sul fiume Medway. La battaglia infuriò per due giorni e visto il ruolo decisivo da lui svolto, Osidio Geta fu insignito degli ornamenta triumphalia. I Britanni furono incalzati oltre il Tamigi dai Romani, che inflissero loro gravi perdite. Togodumno morì poco dopo. In breve, i Romani dilagarono e conquistarono il sudest dell'isola, ponendo la capitale a Camulodunum. Claudio tornò a Roma per celebrare la vittoria ed ottenere il titolo di Britannicus. Carataco fuggì ad ovest per continuare la resistenza. Vespasiano marciò ad occidente, sottomettendo le tribù almeno fino ad Exeter e, forse, raggiungendo Bodmin. Svetonio racconta che Vespasiano sottomise l'isola di Wight (Vette) e penetrò fino ai confini del Somerset:

### Anni 47-53
Nel giro di quattro anni i Romani avanzarono anche  nord, giungendo più o meno fino alla linea che va dallo Humber all'estuario del Severn. Nel 47 il governatore Ostorio Scapula lanciò un'offensiva contro le tribù del Galles, trovandosi però di fronte all'ostinata resistenza dei Siluri del Galles sudorientale. Intanto Carataco, sconfitto, si era rifugiato presso la tribù dei Briganti, clienti di Roma, la cui regina, Cartimandua, lo consegnò al proconsole. Dopo la morte di Ostorio, il nuovo governatore, Aulo Gallo, riuscì a penetrare nel Galles, senza però riuscire a conquistare la regione.

### Anni 54-70

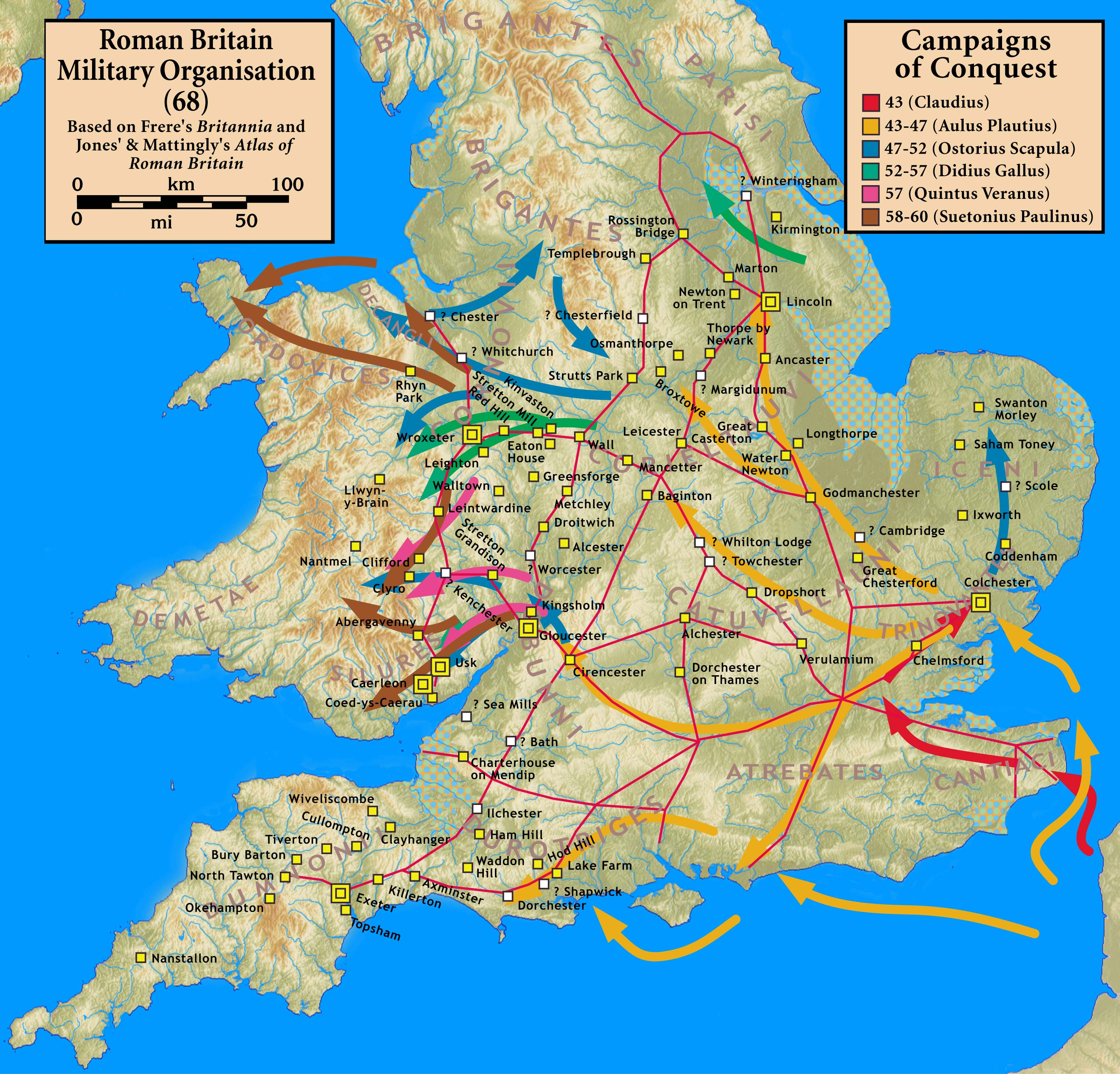
Le campagne in Britannia e la riorganizzazione sotto Nerone

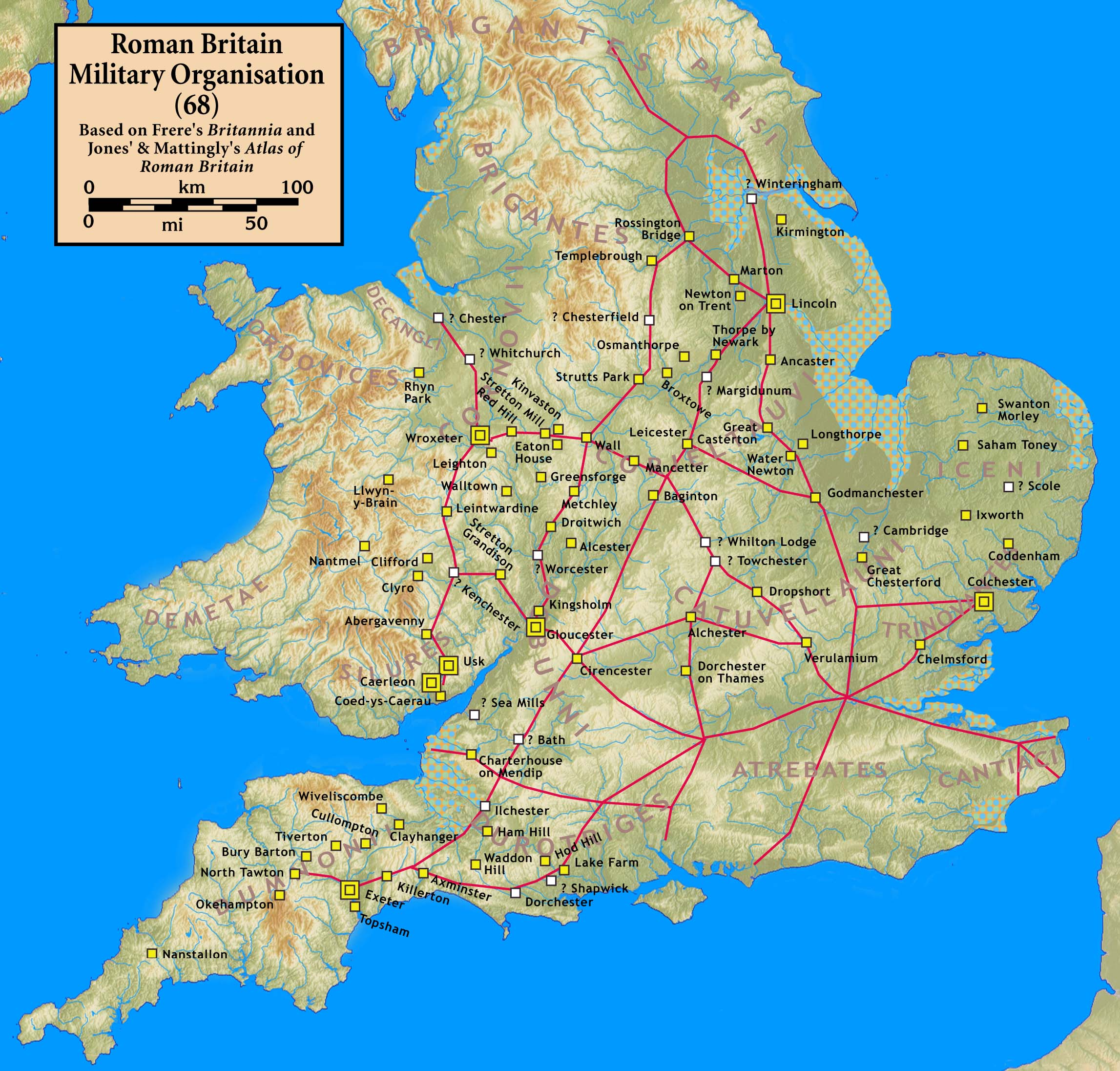
La Britannia nel 68 alla morte dell'imperatore Nerone.

Quando sul trono imperiale salì Nerone nel 54, i governatori Quinto Veranio Nipote prima e Gaio Svetonio Paolino poi scatenarono un'offensiva che portò nel 60 alla conquista dell'isola di Mona (Anglesey), centro della religione druidica. A questo punto i Romani si occuparono di stroncare la ribellione di Boudica, regina degli Iceni, per poi dedicarsi a quella di Venuzio, consorte della regina filo-romana Cartimandua, che fu sconfitto dal governatore Quinto Petillio Ceriale nei pressi di Stanwick attorno al 70. A ciò seguì la rapida sottomissione dei Briganti e dei Parisii.

### Anni 70-84

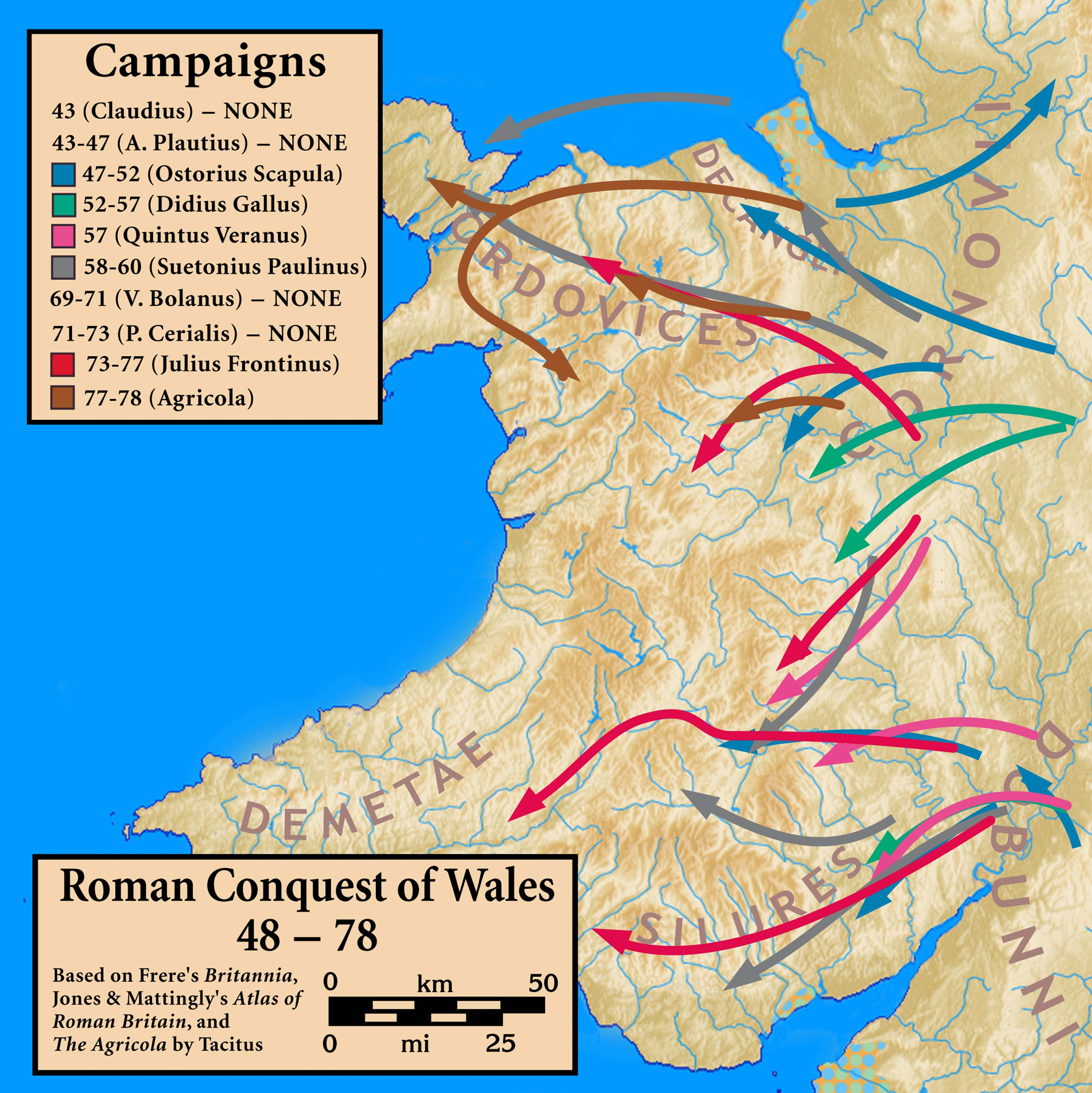
La conquista romana del Galles dal 43 al 78.

Il successore di Ceriale, Sesto Giulio Frontino mise poi in atto una lunga campagna militare che nel 76 portò alla sottomissione dei Siluri e di altre tribù gallesi ostili. A lui seguì il famoso Gneo Giulio Agricola, suocero dello storico romano Tacito. Agricola spazzò via la resistenza degli Ordovici del Galles, marciò poi sui Pennini, costruì strade e fondò l'odierna Chester. Mettendo in atto una strategia basata sul terrorizzare i nemici, ottenne la resa di molte tribù. Spintosi in Caledonia, nei pressi del fiume Tay iniziò la costruzione della fortezza di Inchtuthill (in latino Pinnata Castra). Ottenne poi un'importante vittoria contro i Caledoni di Calgaco nella battaglia del Monte Graupio (località anch'essa probabilmente in Scozia).

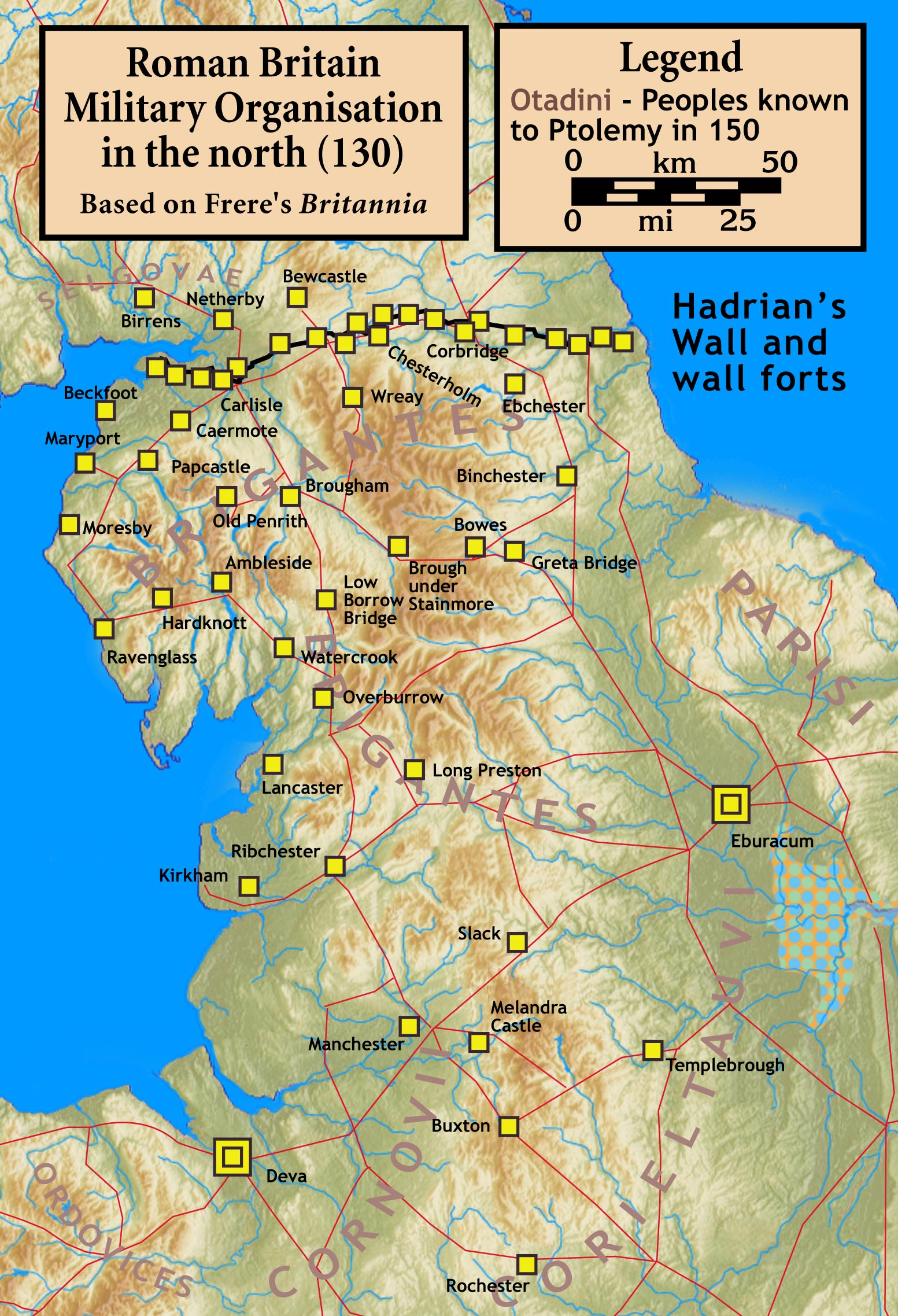
La Britannia settentrionale al tempo della costruzione del vallo di Adriano.

Ad Agricola, richiamato a Roma dall'imperatore Domiziano, seguì una serie di governatori inconsistenti che non riuscirono a sottomettere la parte settentrionale dell'isola. I Romani si ritirarono così dietro la linea (Tyne-Solway Firth) che poi sarebbe stata difesa dal Vallo di Adriano, costruito nel 122.

### L'impatto sulla storia
In seguito i Romani cercarono di nuovo di avanzare in territorio scozzese, portando il confine fino al Vallo di Antonino nel 142 (linea del Clyde-Forth), ma ben presto si ritirarono di nuovo fino a quello di Adriano, durante il regno di Marco Aurelio.
Tuttavia i Romani penetrarono spesso per ragioni militari in territorio scozzese, come quando, nel 209, l'imperatore Settimio Severo attaccò i Caledoni prendendo a scusa la bellicosità dei Meati. La sua campagna militare fu, secondo Dione Cassio, molto dura e distruttiva ed i nativi si opposero con un'altrettanto dura guerriglia. Settimio Severo morì a Eburacum, odierna York, mentre pianificava una nuova campagna militare, che fu abbandonata dal figlio e successore Caracalla. Da quel momento i Romani si limitarono a rapide incursioni in Scozia.